# Groupe Dockum

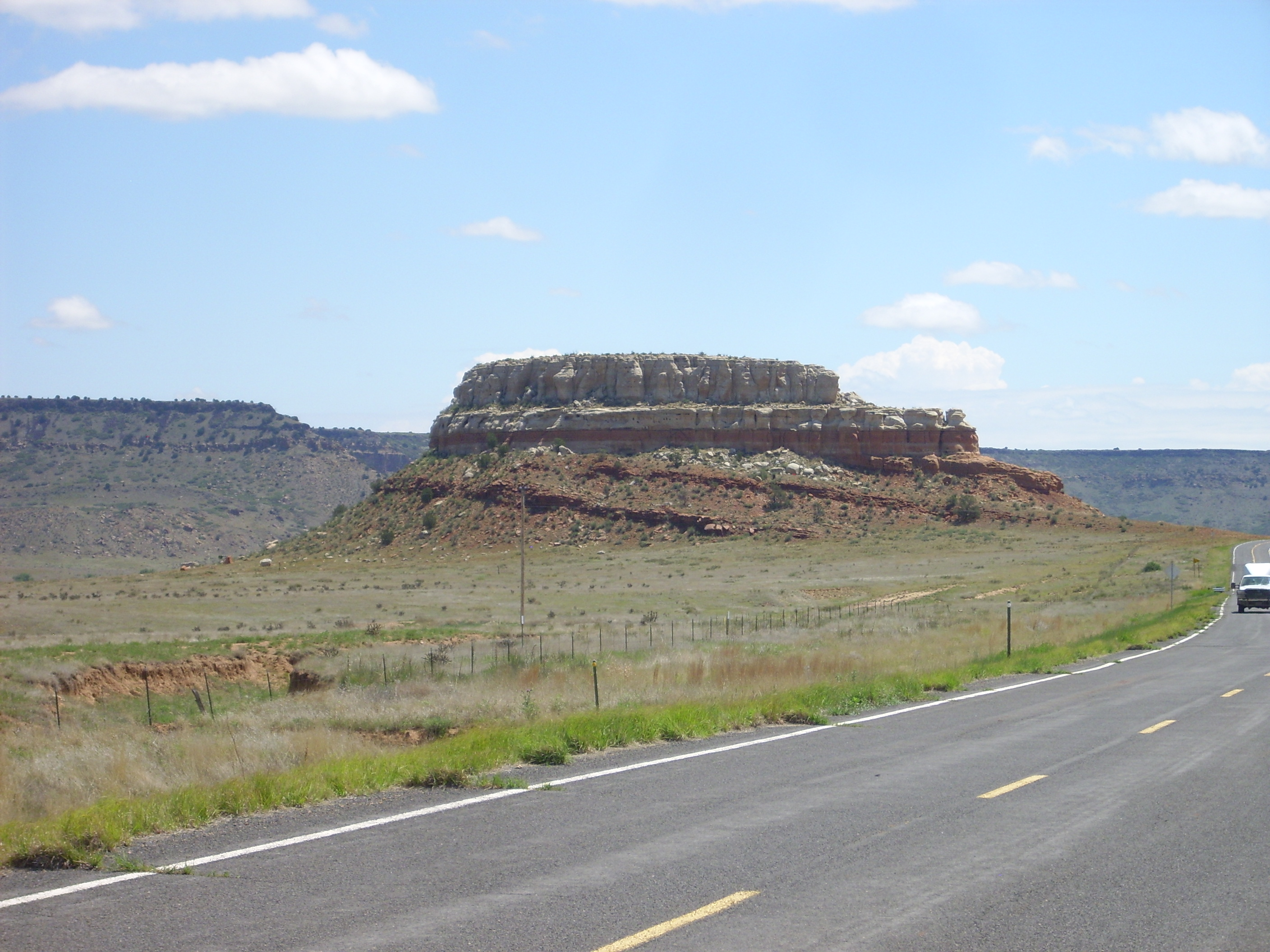
Steamboat Butte, dans la vallée du Dry Cimarron, exemple d'un groupe Dockum au Nouveau-Mexique.

Le Groupe Dockum est un groupe géologique datant du Trias supérieur (approximativement de la fin du Carnien au Rhétien, il y a 223 à 200 Ma) localisé principalement dans la Llano Estacado de l'ouest du Texas et de l'Est du Nouveau-Mexique avec des expositions mineures dans le sud-ouest du Kansas, l'est du Colorado, et dans la pointe de l'Oklahoma. Le Groupe Dockum atteint une épaisseur maximale d'un peu plus de 650 m mais il est généralement beaucoup plus mince. Il repose sur une stratigraphie datant de l'Anisien (242-234 Ma) de la Formation d'Anton Chico. Le Groupe Dockum et la Formation de Chinle ont été formés à peu près au même moment et partagent de nombreux fossiles de vertébrés et de végétaux. Ils semblent avoir eu un paléoenvironnement très similaire. Les deux unités sont séparées à peu près par le Rio Grande dans le centre du Nouveau-Mexique. Certains considèrent la Formation de Chinle et le Groupe Dockum comme deux unités séparées, dont les dépôts proviennent de bassins sédimentaires séparés.

## Histoire d'une découverte
Il n'y a aucune localité type désignée pour cette formation. Le groupe a été nommé ainsi par Cummins pour présenter un bon affleurement au voisinage de la ville de Dockum dans le comté de Dickens, au Texas en 1890. Lucas incluait le Groupe Dockum dans la Formation de Chinle quand il a classé la Formation de Chinle au rang de groupe. La plupart des chercheurs maintiennent encore que la Formation de Chinle est une formation séparée du Groupe Dockum. Il convient de souligner que le Groupe Dockum a été nommé avant la Formation de Chinle, et si l'hypothèse de Lucas est correcte, son « Groupe de Chinle » devrait être nommé Groupe Dockum en raison des règles de la nomenclature stratigraphique.

## Stratigraphie
Lehman, en 1994, a préconisé une stratigraphie simplifiée en cinq formations géologiques. L'unité basale est les Grès de Santa Rosa, un faciès de cours d'eau anastomosés. Les Grès de Santa Rosa sont recouverts par la Formation de Tecovas, qui est dominée par des dépôts de plaines alluviales (zone de plaines inondables) avec, par endroits, des zones de cours d'eau. On y trouve également de minces dépôts lacustres. Les Grès de Trujillo, des dépôts de plaines alluviales, et la Formation de Cooper Canyon, des dépôts de plaines alluviales avec quelques zones de cours d'eau et de dépôts lacustres, sont séparés des deux premières par une discordance. Dans l'Est du Nouveau-Mexique, la Formation de Redonda recouvre la Formation de Cooper Canyon. La Formation de Redonda fait graduellement la transition vers la Formation supérieure de Cooper Canyon.
Le Groupe Santa Rosa-Tecovas a des sédiments composés de clastes provenant du nord, du nord-est et de l'est du Groupe Dockum, très semblables aux clastes trouvés dans la partie inférieure de la Formation de Chinle. Toutefois, les sédiments de la séquence Trujillo-Cooper Canyon sont dérivées de la ceinture orogénique Ouachita du soulèvement de Marathon.

## Corrélation Dockum/Chinle
Les corrélations et les âges sont basés sur la chronologie des vertébrés terrestres. Les étages correspondent à l'apparition et la disparition de phytosaures. La stratigraphie simplifiée de la Formation de Chinle est basée sur Litwin.
| Sous-étage                 | Étage de la faune | Chinle                                         | Dockum           |
| -------------------------- | ----------------- | ---------------------------------------------- | ---------------- |
| Fin du Norien-Rhétien      | Apachéen          | Rock Point/Church Rock                         | Redonda          |
| Début au Mi-Norien         | Revueltien        | Owl Rock Upper Petrified Forest                | Cooper Canyon    |
| extrême fin du Carnien     | Adamanien         | lower Petrified Forest Moss Back Monitor Butte | Trujillo Tecovas |
| début de la fin du Carnien | Otischalkien      | Shinarump Temple Mountain                      | Santa Rosa       |